# Rongelap
Rongelap – atol w Mikronezji na obszarze środkowego Pacyfiku. Jest częścią składową państwa Wyspy Marshalla. Atol składa się z 61 wysp i wysepek o łącznej powierzchni 8 km², należy do łańcucha Ralik Chain. Laguna obejmuje powierzchnię około 1000 km². Podczas II wojny światowej znajdowała się tu drugorzędna, ze względu na znaczenie, baza floty japońskiej. W pobliżu, w roku 1954, armia Stanów Zjednoczonych dokonała tragicznej w skutkach próby z bronią termojądrową.
Siły zbrojne Stanów Zjednoczonych wykorzystywały rejon Wysp Marshalla jako poligon doświadczalny, gdzie dokonywano atmosferycznych prób ze strategiczną bronią termojądrową w latach 1946–1958. Większość testów przeprowadzano na atolu Bikini, około 150 mil (220 km) od Rongelap.
W dniu 1 marca 1954 roku wybuch bomby wodorowej „Castle Bravo” spowodował śmierć załogi japońskiego statku rybackiego „Daigo Fukuryū Maru” i skażenie promieniotwórcze atolu Rongelap. W trzy dni później mieszkańcy atolu zmuszeni zostali do opuszczenia swych domostw (pozostawiając cały swój dobytek) i pospiesznej ewakuacji na Kwajalein, gdzie poddani zostali zabiegom medycznym, które jednak niewiele dały, bowiem znaczna część z nich zmarła.
W roku 1957 USA ogłosiły, że teren jest „oczyszczony i bezpieczny” i zezwoliły wyspiarzom na powrót. Powtarzające się przypadki zachorowań na raka krtani i białaczkę spowodowały jednak, że szef miejscowej administracji Rongelap, John Anjain, zaczął prosić o pomoc międzynarodową, ale bezskutecznie. Dopiero w roku 1985 organizacja Greenpeace pomogła ewakuować mieszkańców na wyspy Mejatto i Ebeye w atolu Kwajalein, gdzie panowały niezwykle trudne warunki bytowe (ciasnota, niedobór miejsc pracy i szkół, choroby).
We wrześniu 1996 rząd Stanów Zjednoczonych przeznaczył 45 milionów dolarów na odszkodowanie dla wyspiarzy sugerując, że to oni sami winni usunąć kilkunastocentymetrową wierzchnią warstwę wciąż napromieniowanej ziemi wysp atolu. Wywołało to falę krytyki, bowiem ekolodzy uznali projekt za niewykonalny, ale w roku 2006 szef lokalnej administracji, James Matayoshi, napisał na swojej stronie internetowej, że projekt został zrealizowany, co oznacza dobre prognozy na przyszłość, tak dla mieszkańców, jak i ewentualnych turystów.